# Entolasia

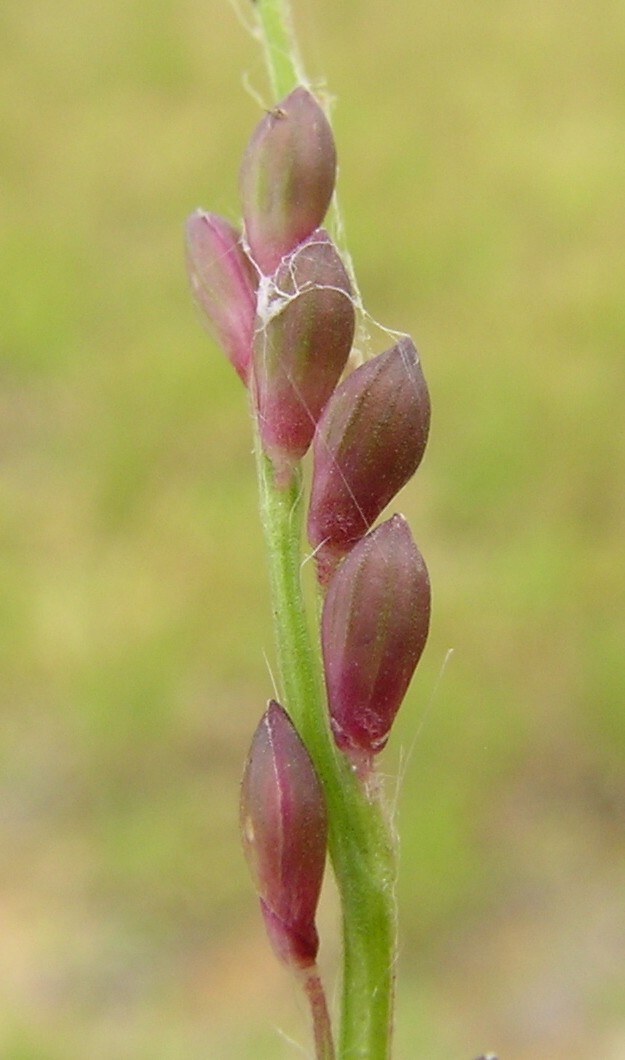
Entolasia marginata

Entolasia és un gènere de plantes de la família de les poàcies, ordre de les poals, subclasse de les commelínides, classe de les liliòpsides, divisió dels magnoliofitins.

## Taxonomia
- Entolasia imbricata Stapf
- Entolasia marginata (R. Br.) Hughes
- Entolasia olivacea Stapf
- Entolasia stricta (R. Br.) Hughes
- Entolasia whiteana C.E. Hubb.